# Mùa hè khủng khiếp
Mùa hè khủng khiếp (tiếng Latvia: Baiga vasara) là một bộ phim thuộc thể loại tâm lý - chiến tranh, phát hành năm 2000 của điện ảnh Latvia.

## Nội dung
Câu chuyện tình bi thảm xảy ra ở thành phố Riga trong những năm đầu Thế chiến II, anh chàng phát thanh viên Roberts (Artūrs Skrastiņš) yêu cô sinh viên Izolde (Inese Cauna). Cô gái sắp bị trục xuất sang nước Đức phát xít.
Trái tim Izolde bị giằng xé giữa mối tình thơ mộng với cơ hội thoát thân khỏi hiểm nguy bằng sự giúp đỡ của ông Ngoại trưởng Vilhelms Munters (Uldis Dumpis).

## Diễn viên
- Uldis Dumpis... Vilhelms Munters
- Maija Apine
- Inese Caune... Izolde
- Eduards Pavuls... Jazeps Poskus
- Janis Reinis
- Artūrs Skrastiņš... Roberts
- Uldis Vadziks
- Varis Vetra

## Ê-kíp
- Giám đốc sản xuất: Andrejs Ekis
- Âm thanh: Gints Pelcbergs, Pavel Rejholec, Aleksandrs Vaicahovskis
- Âm nhạc: Ugis Praulins
- Dựng phim: Gints Berzins
- Biên tập: Sandra Alksne, Aigars Bisofs
- Thiết kế sản xuất: Martins Milbrets
- Quay phim: Dainis Silins, Gederts Silins